# 小米CC9
小米CC9是小米科技于北京时间2019年7月2日19时30分在中国北京国家游泳中心发布的智能手机系列。包含小米CC9、小米CC9美图定制版、小米CC9e以及于2019年11月推出的小米CC9 Pro四款机型。为“小米数字X系列”升级为“小米CC系列”后的首代机型系列，同时也标志着小米正式为女性用户设立了独立的手机产品系列。其系列名称“CC”意为C+C即Camera+Camera，主要卖点为“前后双旗舰相机”、较好的拍照体验以及均衡的性能体验。
本条目仅介绍小米CC9的标准版及美图定制版，有关于与其同时发布的小米CC9e以及小米CC9的进阶版本小米CC9 Pro的相关信息，请查阅小米CC9e以及小米CC9 Pro。

## 简介
小米CC9采用和小米9相同的6.39英寸（对角线）2340*1080分辨率AMOLED显示屏，屏幕上方设有水滴形状的前置摄像头凹口，采用3200万像素的前摄像头。机身背面设有3颗摄像头，分别为4800万像素的主摄像头、800万像素的广角摄像头以及200万像素的景深传感器，内置4030mah电池。核心配置上则搭载了高通骁龙710处理器并配以LPDDR4X（主频1866MHz）规格的RAM以及UFS2.1单通道标准的闪存存储。提供深蓝星球（深蓝色炫光镀膜玻璃后盖，蓝色电镀铝合金中框）、白色恋人（白色炫光镀膜玻璃后盖、银色电镀铝合金中框）和暗夜王子（深灰色玻璃后盖，灰黑色电镀铝合金中框）三款配色，存储规格则有6GB RAM/64GB ROM、6GB RAM/128GB ROM两种规格可选，销售价格分别为1799元和1999元人民币。
小米CC9另有美图定制版，其屏幕规格、摄像头规格和核心配置规格与普通版本无异，但美图定制版取消了标准版后盖上的炫彩呼吸灯，并以不可发光的“meitu”logo作为替代。后盖采用淡蓝、白和粉三色渐变的玻璃后盖配以香槟金色的电镀铝合金中框，存储规格仅有8GB RAM/256GB ROM一种规格可选，搭载的系统界面和相机功能也和标准版有较大差别。该版本售价为2599元人民币。

## 外观设计
小米CC9采用和小米9相同的屏幕尺寸，取消了小米9上的幻彩紫配色，并添加了白色配色。其保留了3.5mm耳机接口，并保留了曲面玻璃后盖+金属边框的设计。标准版的手机背部则首次采用了“Xiaomi”字样的炫彩呼吸灯，可在充电、通知等场景下展现不同色彩的动态提醒，并在游戏和播放音乐时会闪烁不同色彩的光效。美图定制版则不设此炫彩呼吸灯。
小米在小米CC9的蓝色和白色版本上采用了不同方案的炫光镀膜。官方将深蓝星球（蓝色）机身后盖上的光线扫射纹路称之为“CC纹”。

## 销售
小米CC9于北京时间2019年7月2日21时开启100元定金预售，并于2019年7月5日10时正式在线上线下各渠道开启销售。小米CC9的美图定制版也同时开启销售。与其一同发布的小米CC9e则于2019年7月9日10时在线上线下各渠道开启销售。
2019年12月，小米CC9正式从其官网的在售手机列表中撤下，结束其为期5个月的销售周期。

## 争议
- 小米CC9由于其搭载的骁龙710处理器性能差强人意，但售价则达到了2600元的价格段，和同期发布的竞品realme X系列、OPPO K3及vivo Z5系列相比性价比完全不占优势。有网友和自媒体指责小米开始“收智商税”，有悖于其“感动人心价格厚道”的理念[7]。
- 小米CC9系统自带的“米萌”（Mimoji）功能被微博网友“搞机少女”质疑高度抄袭苹果的Animoji，此争议在微博引起巨大反响，并一度居于微博热搜榜前列。小米法务则表示网友“搞机少女”的质疑缺乏根据，并拿出其模型设定图以示澄清，并宣称如对方无法提供证据将起诉该网友。小米法务的举动再次在微博掀起巨大争议[8][9]